# Воронов, Геннадий Сергеевич
Генна́дий Серге́евич Во́ронов (род. 2 октября 1936 года в Ленинграде) — советский и украинский метеоролог, кандидат географических наук, доцент Киевского национального университета имени Тараса Шевченко.

## Биография
Родился 2 октября 1936 года в городе Ленинграде, СССР. Окончил в 1960 году Одесский гидрометеорологический институт по специальности «инженер-метеоролог». В 1972 году защитил кандидатскую диссертацию на тему «Исследование грозо-градовых процессов в Молдавии». В 1975—1976 годах работал в главном управлении гидрометслужбы при Совете министров СССР, командирован в Швейцарию для организации противоградовых работ и проведения оперативных мероприятий. В 1980—1987 годах работал младшим научным сотрудником, старшим научным сотрудником Украинского научно-исследовательского института гидрометеорологии (Киев). В 1987—2002 годах занимал должность доцента кафедры метеорологии и климатологии географического факультета Киевского университета. Преподавал: метеорологию, динамическую метеорологию, проблемы охраны атмосферы.
Награждён серебряной медалью ВДНХ СССР в 1969 году, медалью «За трудовую доблесть» в 1970 году, Грамотой Государственной гидрометеорологической службы Украины в 2002 году.
Сфера научных интересов: исследование физико-метеорологических условий образования и развития грозо-градовых явлений, пространственно-временного распределения атмосферных осадков в Молдавии, Армении, Грузии; рассеяние переохлаждённых облаков нижнего яруса в холодную часть года; влияния загрязняющих веществ антропогенного происхождения на микрофизические процессы в облаках; распределение осадков. Автор более 70 научных трудов.

## Труды
- Руководство по противоградовым работам. — К., 1967.
- Рекомендації з радіолокаційного обслуговування протиградових робіт. — К., 1969 (соавтор).
- Природні умови Канівського Придніпров’я та їх вивчення: Навч. посіб. — К., 1992 (соавтор).
- Воронов Г. С., Проценко Г. Д. Основи метеорології: Навчальний посібник. Київський нац. університет імені Тараса Шевченка. — К. : ВПЦ «Київський університет», 2002. — 160 с. — ISBN 9665942735
- Основи динамічної метеорології. — К., 2006.